# Aderus grouvellei
Aderus grouvellei es una especie de coleóptero de la familia Aderidae. Fue descrita científicamente por Maurice Pic en 1910.

## Distribución geográfica
Habita en Japón.